# Maladie de Still
Pour les articles homonymes, voir Still.
 Mise en garde médicale
La maladie de Still (parfois nommée « maladie de Still-Chauffard ») fait partie des arthrites juvéniles idiopathique (AJI), dont elle représente la forme systémique (AJIs). C'est un rhumatisme inflammatoire qui touche presque exclusivement les enfants et les jeunes adultes. Elle est nommée maladie de Still de l'adulte lorsqu'elle débute à partir de l'âge de 16 ans. Toutefois, les nouvelles recommandations européennes, présentées au congrès de l'EULAR (Milan, 2023) et produites par des experts des patients pédiatriques (PRES) et adultes (EULAR) considèrent que la forme pédiatrique et la forme de l'adulte représentent une seule et même maladie, qu'il convient de nommer « maladie de Still ».

## Histoire et découverte de la maladie
La maladie tire son nom de celui du pédiatre George Frederic Still (en) (1868-1941) qui décrivit la forme infantile d'arthrite de la maladie de Still en 1897.
Anatole Chauffard (1855-1932), médecin des hôpitaux, avait observé en 1896 les symptômes décrits par Still à propos de l'arthrite infantile. Cependant, il attribuait cette maladie à une origine infectieuse encore non déterminée. Mais tandis que la maladie était étudiée par les médecins allemands et anglais, le premier cas observé en France après Chauffard date de 1922. En 1937, Jean Barnay rapporte trois observations recueillies dans le service de pédiatrie du Professeur Étienne Leenhardt, à Montpellier. Selon Barnay, qui constate la présence de « streptocoque de type divers » dans les hémocultures, l'origine infectieuse de la maladie est la plus probable.
Cette même maladie a ensuite été caractérisée en 1971 chez l'adulte par Eric George Lapthorne Bywaters, un médecin spécialisé en rhumatologie.
Un cas d'adulte semblant atteint de la maladie de Still avait déjà été décrit en 1896.

## Épidémiologie
Selon orphanet l'incidence de cette maladie est de 0,01 à 0,2 pour 1 000 enfants.
Sa prévalence est d'environ 0,3 à 3 cas pour 1 000 enfants.

## Typologie
Plusieurs classifications ont été décrites. Celle de Cush comprend 4 formes phénotypiques. Plus récemment, ont été décrites deux formes basées sur le phénotype dominantes :
1. une forme « systémique », qui touche l'ensemble des articulations et évolue par poussées[11] ;
2. une forme « articulaire» (monoarticulaire quand elle ne touche qu'une articulation) ou « polyarticulaire » quand elle touche un grand nombre d'articulations[12].

Cette dichotomie est actuellement remise en question notamment depuis l'introduction des biothérapies, utilisées précocement. Bien qu'utile, il n'est pas certain qu'une telle dissociation ait un réel substrat.
Une autre classification, basée sur le profil évolutif, propose : 
1. une forme monocyclique (une seule poussée sans récidive),
2. une forme polycyclique (plusieurs poussées espacées de rémissions plus ou moins longues),
3. une forme chronique (progressive, sans rémission complète).

## Symptomatologie et diagnostic
Cette maladie est dite idiopathique, ce qui signifie qu'on n'en connaît pas les origines et qu'il est nécessaire au moment du diagnostic différentiel d'éliminer les autres formes d'arthrites connues, dont celles qui sont reconnues comme d'origine infectieuse, inflammatoire, auto-immune ou encore hémato-oncologique.

## Forme juvénile
- De répartition assez égale entre garçons et filles, cette maladie débute souvent vers l'âge de cinq ans. Le début est brutal, précédé souvent par une pharyngite d'allure banale.
- La fièvre en est souvent le symptôme le plus marqué. Elle est élevée, peut prendre différentes formes, mais la plus caractéristique est la fièvre hectique (Irrégulière, imprévisible, avec pics frissonnants). Asthénie, anorexie, amaigrissement, l'accompagnent.
- L'éruption cutanée, maculeuse ou maculo-papuleuse, rose saumon, siège au tronc, au cou et à la racine des membres, mais peut s'étendre aux extrémités. Elle est parfois fugace, contemporaine des pics fébriles de survenue vespérale. Elle peut être déclenchée par grattage (signe de Kobner).
- Les arthrites sont parfois retardées, survenant quelques semaines ou mois après le début de la fièvre. Elles sont ensuite disséminées (polyarthrite). Elles touchent les grosses articulations mais aussi les articulations des doigts et le rachis cervical.
- Les adénopathies sont plus rares, sans spécificité. Une splénomégalie (rate gonflée) est possible.
- Une péricardite, avec ou sans myocardite, une pleurésie, des douleurs abdominales, une discrète atteinte hépatique ou rénale sont possibles.
- Des atteintes oculaires spécifiques : on peut trouver en cas de maladie de Still de l'enfant une uvéite antérieure sévère qui s’accompagne d’une cataracte et d’une kératite particulière (dite « kératite en bandelette »)[13].

## Forme de l'adulte
Mise en garde médicale
À distinguer des rechutes tardives de formes de l'enfant, la maladie de Still peut débuter après 16 ans, en général entre 20 et 40 ans,,,.
La symptomatologie est identique, avec des complications viscérales plus fréquentes.
Selon l'association canadienne La Société de l'arthrite : « toutes les personnes atteintes de la maladie de Still finissent par présenter de la douleur et un gonflement des articulations. »
La maladie peut également, avec l'apparition de ses symptômes propres, être diagnostiquée à l'occasion du traitement d'une autre pathologie comme le VIH,.

## Contexte biologique
- Le grand syndrome inflammatoire biologique est constant, plus ou moins complet. S'y inclut une anémie microcytaire.
- La grande polynucléose neutrophile est évocatrice.
- Les tests rhumatoïdes et les anticorps antinucléaires sont généralement négatifs.
- L'augmentation très importante de la ferritine plasmatique avec chute du pourcentage de ferritine glycosylée (<20 %) est un test utile pour étayer le diagnostic.
- La maladie de Still est classée parmi les maladies autoinflammatoires complexes (ou polygéniques) avec une physiopathologie encore mal connue[21].

## Évolution
- Excepté les formes monocycliques qui ne récidiveront jamais (ce qui est impossible à prévoir au début), la maladie de Still est une maladie chronique.
- Les poussées de la maladie sont de formes et durées variables, raison pour laquelle elle est considérée comme imprévisible puisque les rémissions peuvent être longues, comme les poussées courtes et récurrentes, des guérisons peuvent être envisagées dans 65 à 75 % des cas suivis[22].
- Il peut y avoir de longues rémissions.
- Les rechutes même tardives sont toujours possibles.

L'apparition tardive d'une amylose AA (devenue très rare dans ce contexte) peut grever le pronostic.

## Traitement
Dans la mesure où la maladie consiste dans le déclenchement de symptômes immunitaires sans cause identifiable, il n'y a aucune contre-indication à traiter les symptômes, sous réserve d'avoir correctement réalisé l'enquête diagnostique.
Les traitements actuels consistent en anti-inflammatoires, biothérapies et, parfois, immunosuppresseurs.
- L'aspirine à forte dose n'est plus le traitement de première intention. Les anti-inflammatoires non stéroïdiens sont généralement utilisés dans les phases très précoces, pour soulager le malade en attendant de compléter la démarche diagnostique.
- La corticothérapie (cortisone) à dose efficace est le traitement de référence de la maladie de Still, son inefficacité doit conduire à remettre en question le diagnostic[23]. Sa durée est désormais bien codifiée avec une cible de sevrage à 3 mois[24].
- Les traitements anti-cytokiniques, notamment ceux ciblant l'interleukine-1 comme l'anakinra[25],[26],[27] et le canakinumab[28], ou ceux ciblant l'interleukine-6  comme le tocilizumab, sont les traitements les plus efficaces[29],[30]. Ils doivent être introduits précocement chez les patients ayant une réponse insuffisante à la cortisone.

En France, les recommandations pour le traitement de la maladie de Still sont diffusées par l'HAS via le Protocole National de Diagnostic et de Soins, depuis 2017. De nouvelles recommandations européennes produites par des experts des patients pédiatriques (PRES) et adultes (EULAR) ont été diffusées en 2023 lors du congrès de l'EULAR,.

## Associations et initiatives privées
Pour venir en aide aux personnes malades, il existe :
- une association belge Polyar dédiée entre autres à la forme infantile de la maladie de Still[33] ;
- une association canadienne La Société de l'arthrite dédiée entre autres à la forme infantile de la maladie de Still[34] ;
- une association française Kourir dédiée entre autres à la forme infantile de la maladie de Still[35].

L'association canadienne s'est en particulier attachée à promouvoir une étude des effets secondaires des médicaments consistant en leur examen et leur déclaration afin d'améliorer le confort des patients ; au Canada, les effets secondaires des médicaments sont rapportés sur le site MedEffet. Les effets secondaires des traitements de la maladie auto-immune de Still ne sont pas à sous-estimer : un médicament utilisé d'abord avec succès dans le traitement de la maladie de Still s'est avéré associé à l'apparition de lymphomes chez 14 patients sur les 27 611 ayant pris ce médicament entre 2001 et 2004.
Il existe aussi des blogs et des groupes de discussions entre malades sur les réseaux sociaux.

## Anecdotes

### Au cinéma
- Dans l'épisode 10 de la saison 3 de Dr House, le patient est traité contre la maladie de Still.
- Cette maladie est également mentionnée dans un épisode de Grey's Anatomy.
- Dans l'épisode 5 de Hippocrate, un médecin diagnostique cette maladie chez un patient, mais il s'agissait en fait d'une maladie de Lyme
- Dans le film "The Big Sick" produit par Amazon, le personnage féminin principal souffre de cette maladie (forme adulte).

### Personnes célèbres atteintes de la maladie de Still
- Anders Lindback, joueur de hockey suédois[40]